# Imbrasia balachowskyi
Imbrasia balachowskyi är en fjärilsart som beskrevs av Pierre Claude Rougeot 1973. Imbrasia balachowskyi ingår i släktet Imbrasia och familjen påfågelsspinnare. Inga underarter finns listade i Catalogue of Life.